# روزالي فاردا
روزالي فاردا (بالفرنسية: Rosalie Varda)‏ هي مصممة أزياء تقليدية ومنتجة أفلام ومخرجة وممثلة فرنسية، ولدت في 28 مايو 1958 في باريس في فرنسا.

## أعمال

### أفلام
- (1964) مظلات شربورغ
- (2008) شواطئ آغنيس

## وصلات خارجية
- روزالي فاردا على موقع IMDb (الإنجليزية)
- روزالي فاردا على موقع ألو سيني (الفرنسية)
- روزالي فاردا على موقع قاعدة بيانات الفيلم (الإنجليزية)